# Miño de Medinaceli
Miño de Medinaceli település Spanyolországban, Soria tartományban. Miño de Medinaceli Medinaceli, Sigüenza, Sienes és Yelo községekkel határos. Lakosainak száma 78 fő (2024).

## Népesség
A település népessége az elmúlt években az alábbi módon változott:
| Lakosok száma | 116  | 99   | 96   | 82   | 81   | 82   | 78   | 100  | 83   | 78   |
|               | 2001 | 2004 | 2007 | 2009 | 2012 | 2014 | 2017 | 2019 | 2022 | 2024 |